# بهار عربی
بهار عربی به انقلاب‌ها، خیزش‌ها و اعتراضات در جنوب غربی آسیا و شمال آفریقا از سال ۲۰۱۰ تا ۲۰۱۲ گفته می‌شود. از این اعتراضات بدان سبب که در کشورهای عرب در حال پیگیری بود با عنوان بهار عربی یاد می‌شود.
مجموعه‌ای بی‌سابقه و در حال جریان از قیام‌ها، راهپیماییها و اعتراضات در کشورهای عمدتاً عرب‌نشین شمال آفریقا و جنوب غرب آسیا صورت گرفت. حاکمان در تونس، مصر و لیبی و یمن از قدرت ساقط شدند، قیام مدنی در بحرین و سوریه فوران کرد. تظاهرات بزرگ در الجزایر عراق، اردن، کویت، مغرب و سودان گسترش پیدا کرد، و اعتراضات جزئی که در لبنان، موریتانی، عمان، عربستان سعودی، و صحرای غربی، رخ داد و نیز در مرزهای اسرائیل در ماه مه ۲۰۱۱ برخوردهایی اتفاق افتاد.
در ادبیات سیاسی بکار برده شده توسط جمهوری اسلامی ایران بیداری اسلامی دارای ریشه‌های مردمی، اسلامی و ضداستعماری خوانده شده است.
غالب مخالفان در کشورهای عربی شعار (به عربی: الشعب یرید اسقاط النظام) یعنی «مردم خواهان برکناری رژیم هستند» سر می‌دهند. سلاح‌های موجود از زمان جنگ داخلی لیبی یک شورش نهفته در کشور مالی را دامن زد، به‌طوری‌که کودتای مالی به‌عنوان «پی آمد» بهار عربی در شمال آفریقا توصیف شده است. درگیری‌های فرقه‌ای در لبنان به‌عنوان یک نتیجه مستقیم از قیام سوریه و در نتیجه بهار عربی منطقه‌ای توصیف شده بود.
این اعتراضات بیشتر روش‌های مقاومت مدنی در مبارزات مستمر را به اشتراک گذاشته است که می‌توان به اعتصاب، تظاهرات، راهپیمایی‌ها و همچنین استفاده مؤثر از شبکه‌های اجتماعی برای سازماندهی، برقراری ارتباط، و بالا بردن آگاهی در مواجهه با تلاش دولت‌ها در سرکوب و سانسور اینترنت اشاره کرد.
بسیاری از این اعتراضات با پاسخ‌های خشونت‌آمیز از جانب مقامات>، و نیز از طرف شبه نظامیان طرفدار دولت و تظاهرکنندگان مخالف مواجه شده‌اند. این حملات از سوی تظاهرکنندگان در برخی موارد با خشونت پاسخ داده‌شده است.
برخی از ناظران جنبش بهار عربی و طرفدار دموکراسی را –از وجه مقیاس و اهمیت آن- با انقلاب ضد کمونیستی سال ۱۹۸۹ مقایسه کرده‌اند که با عنوان پاییز ملل از اروپای شرقی آغاز شد و کمونیست جهانی را برانداخت، اگر چه برخی دیگر معتقدند که چندین تفاوت کلیدی بین این جنبش‌ها وجود دارد که از آن جمله می‌توان به نتایج مورد درخواست معترضان و نقش سازمان‌یافتهٔ فناوری (اینترنت) در انقلاب‌های عربی اشاره کرد.

## روزشمار اعتراضات و رخدادها
مجموعه‌ای از اعتراضات و تظاهرات در سراسر خاورمیانه و آفریقای شمالی به عنوان بهار عربی شناخته‌شده است، و گاهی به عنوان بهار و زمستان عربی، بیداری عربی یا قیام‌های عربی از آن‌ها یاد می‌شود؛ حتی اگر همهٔ شرکت‌کنندگان در تظاهرات عرب نباشند.
این اعتراضات در ۱۸ دسامبر ۲۰۱۰ با قیام تونس، در پی خودسوزی محمد بوعزیزی در اعتراض به فساد و بدرفتاری پلیس، آغاز شد. به دلیل وجود شرایط مشابه در سایر کشورهای منطقه و موفقیت اعتراضات در تونس، اعتراضات با زنجیره‌ای از ناآرامی‌ها در الجزایر، اردن، مصر، سوریه، یمن، بحرین، لیبی و عربستان و در سطحی کوچک‌تر دیگر کشورهای عرب ادامه یافت. در بسیاری از موارد روزهای اوج اعتراضات با نام «روز خشم» (به عربی: یوم الغضب) یا اصطلاحاتی مشابه توصیف شده است که عموماً بعد از نماز عصر جمعه برگزار شده است.
تاکنون سه حکومت تونس، مصر و لیبی در نتیجهٔ این اعتراضات سقوط کرده‌اند؛ در تونس حکومت در ۱۴ ژانویه با فرار زین‌العابدین بن علی رئیس‌جمهور به عربستان سقوط کرد. در مصر پس از سقوط حکومت تونس توجه جهان به اعتراضات عظیم مصر از ۲۵ ژانویه ۲۰۱۱ آغاز شده‌بود، معطوف شد. پس از گذشت چهار روز، حسنی مبارک رئیس‌جمهور مصر اصلاحاتی را پیشنهاد داد اما حاضر به استعفاء که خواستهٔ اصلی معترضان بود نشد. در روز هشتم وعده داد که در ماه سپتامبر از قدرت کنار خواهد رفت. در همان روز پادشاه اردن ملک عبدالله دوم نخست‌وزیر جدیدی را تعیین کرد و علی عبدالله صالح رئیس‌جمهور یمن نیز اعلام کرد که در سال ۲۰۱۳ قدرت را پس از ۳۵ سال ترک خواهد کرد. در ۱۱ فوریه پس از ۱۸ روز اعتراضات مستمر در شهرهای بزرگ مصر، حسنی مبارک از مقام خود کناره‌گیری کرد.
در لیبی که اعتراضات در روز ۱۳ ژانویه ۲۰۱۱ آغاز شد در روز ۱۷ فوریه (روز خشم) به اوج خود رسید و به‌دنبال آن مخالفان حکومت معمر قذافی شهرهای لیبی را از غرب به شرق در دست گرفتند در درگیری‌ها حدود ۶۰۰۰نفر از مخالفان کشته‌شدند که به وسیلهٔ جنگ‌افزار و ماشین‌ها و هواپیماهای جنگی دولت هدف قرار گرفتند. شورای امنیت ضمن محکومیت کشتارها قذافی را مجرم جنایت جنگی معرفی کرد. در شهر بنغازی (شهر عمر مختار) دولت موقت با ریاست وزیر مستعفی دادگستری، دولت تشکیل شد. هم‌زمان مخالفت‌ها در بحرین هم به شدت خود رسید و مخالفان خواهان سقوط حکومت یا مشروطه کردن پادشاهی آن شدند و در عربستان هم مخالفان با تظاهراتی نمادین خواهان آزادی‌های مدنی بیشتر و مشروطه شدن پادشاهی عربستان شدند. در روزهای آغازین مارس ۲۰۱۱ وزرای کشور باقی‌مانده دولتهای تونس (الغنوشی) و مصر (احمد شفیق) استیفا دادند؛ و ناوهای جنگی آمریکا و اروپا به سمت لیبی گسیل شدند.
اعتراضات در سوریه نیز از ماه ژانویه ۲۰۱۱ آغاز شد که در جریان آن بیش از ۵۰۰۰ نفر از معترضان سوری، توسط نیروهای نظامی و امنیتی دولت بشار اسد کشته شده‌اند و حدود ۱۴ هزار نفر در این کشور دستگیر شده‌اند و ۱۲ هزار و ۴۰۰ نفر هم از سوریه گریخته‌اند.
۱۱ مارس جمعه خشم مردم معترض در کویت، یمن، بحرین و عربستان بود که تظاهرات مخالفان حکومت عربستان در شهر قطیف با برخورد و سرکوب شدید حکومت مواجه گردید و ۲نفر کشته و ده‌ها نفر زخمی شدند؛ و در یمن نیز در حضرموت ۴ نفر کشته شدند. در ۱۵ مارس هم‌زمان با ورود وزیر دفاع آمریکا رابرت گیتس به عربستان نیروهای نظامی عربستان و پس از چند روز نیروهای نظامی اماراتی راهی بحرین شدند و مسئولیت سرکوب اعتراضات مسالمت‌آمیز مردم در بحرین را برعهده گرفتند که در این سرکوبها ۱۰ کشته و صدها زخمی بجا ماند. دولت بحرین بنای میدان لؤلؤ (مرکز اعتراضات مردم) بحرین را تخریب کرد و آن را خاطره بدی برای مردم دانست. با وجود این سرکوبهای خونین ناتو و شورای امنیت در جهت تنبیه دیکتاتور بحرین هرگز اقدامی درخور توجه انجام ندادند.
در ۱۸ مارس جمعه خونین یمن ۵۲ نفر از معترضان کشته و ۲۴۰ نفر مجروح شدند. با شدت گرفتن اعتراضات در یمن نیروهای نظامی عربستان با ورود به این کشور مسئولیت سرکوب معترضان را برعهده گرفتند. به‌دنبال اعتراضات در یمن تعدادی از سفرای یمن در کشورهای مختلف برکناری خود را اعلام کردند و یکی از استان‌های یمن (صعده) به کنترل مخالفان درآمد. ۲۰ مارس نیروهای نظامی ائتلاف حمله علیه دولت لیبی را آغاز کردند. با درگیری‌های شدید و جنگ‌های شهری در ۲۲ اوت طرابلس به تصرف مخالفان درآمد. قذافی و هوادارانش به شهر بنی ولید و سرت پناه آوردند. مخالفان با در هم شکستن حملات نیروهای قذافی این دو شهر را تصرف کردند و در ۲۰ اکتبر ۲۰۱۱ (۲۸ مهر) قذافی به‌دست نیروهای دولت انتقالی (مخالفان) در زادگاهش سرت به قتل رسید.
در طول این دوره از ناآرامی‌های منطقه‌ای، رهبران متعددی قصد خود را برای کناره‌گیری از مقام فعلی خود در پایان دوره‌شان اعلام کردند. رئیس‌جمهور سودان عمرالبشیر اعلام کرد که او خواستار انتخاب شدن مجدد در سال ۲۰۱۵ نیست. نوری المالکی نخست‌وزیر عراق نیز همین موضع را گرفت؛ البته دوران او در سال ۲۰۱۵ به پایان می‌رسد، اگر چه تظاهرات خشونت‌آمیز فزاینده‌ای وجود داشته است که طی آن متعرضان خواستار استعفای فوری او بودند.

## اعتراضات و قیام تونس
در تونس این اعتراضات در ۱۸ دسامبر ۲۰۱۰ با قیام تونس، در پی خودسوزی محمد بوعزیزی در اعتراض به فساد و بدرفتاری پلیس، آغاز شد. این انقلاب به انقلاب یاس معروف است.
تظاهرات دراثر میزان بالای بیکاری، بحران غذا، فساد، فقدان آزادی بیان و اشکال دیگر آزادی‌های سیاسی.
و شرایط بد زندگی ادامه یافت. این اعتراضات چشمگیرترین موج ناآرامی‌های سیاسی و اجتماعی تونس طی سه دههٔ محسوب می‌شود که نتیجهٔ آن تعداد بسیار زیادی تلفات و صدمات بوده و اکثر این صدمات حاصل عملکرد پلیس و نیروهای امنیتی علیه تظاهرکنندگان بوده‌اند. حکومت تونس در ۱۴ ژانویه ۲۰۱۱ با فرار زین‌العابدین بن علی رئیس‌جمهور تونس به عربستان سعودی سقوط کرد و این پایانی بود بر دوره حکمرانی ۲۳ ساله او بر مسند قدرت.
پس از آن وضعیت فوق‌العاده اعلام شد و یک دولت ائتلافی با رفتن بن علی تشکیل شد، که شامل اعضای حزب بن علی، جنبش دموکراتیک قانون اساسی، و همچنین چهره‌های مخالف از سایر وزارتخانه‌ها بودند. اگر چه، پنج تن از وزرای جدید غیرعضو در جنبش یادشده تقریباً بلافاصله استعفاء دادند.
در نتیجهٔ ادامهٔ تظاهرات، در تاریخ ۲۷ ژانویه نخست‌وزیر محمد الغنوشی دوباره دولت را سازمان داد، تمام اعضای سابق جنبش دموکراتیک قانون اساسی (غیر از خودش) را عزل کرد و در ۶ فوریه، جناح حاکم سابق به حالت تعلیق درآمد و در ۹ مارس ۲۰۱۱، منحل شد.
پس از اعتراضات عمومی بیشتر، الغنوشی نیز در تاریخ ۲۷ فوریه استعفاء داد و به جای وی بجی قائد السبسی نخست‌وزیر شد.
در ۲۳ اکتبر ۲۰۱۱، شهروندان در اولین انتخابات پس از انقلاب برای انتخاب ۲۱۷ عضو مجلس مؤسسان تونس رأی دادند تا مسئولیت تصویب قانون اساسی جدید را عهده‌دار شوند.
در این انتخابات جناح اسلامگرای میانه‌رو، النهضه، با کسب ۳۷ درصد آراء موفق شد ۴۲ زن را به عنوان نماینده وارد مجلس مؤسسان کند.

## اعتراضات و انقلاب در مصر
پس از پیروزی مردم تونس و فرار بن علی دیکتاتور از تونس مردم مصر به خیابان آمدند و خواستار استعفای حسنی مبارک شدند.
شروع انقلاب مصر را ۲۵ دی ماه ۱۳۸۹ می‌دانند؛ که با شتاب فراوان به سراسر مصر باز تاب یافت. شورشی هزار نفری در مدت ده روز به انقلاب میلیون نفری در میدان تحریر (آزادی) مبدل گردید
انقلاب مصر در تاریخ ۲۲ بهمن با اعلام همبستگی ارتش و کناره‌گیری حسنی مبارک از قدرت به پیروزی رسید.
پس از پیروزی انقلاب و اصلاح قانون اساسی انتخابات ریاست جمهوری مصر برگزار شد وطی ان محمد مرسی با پیروزی بر احمد شفیق به عنوان نخستین رئیس‌جمهور برآمده از رأی مردم و پنجمین رئیس‌جمهور تاریخ مصر شناخته شد.

## اعتراضات و شورش سراسری لیبی
در لیبی که اعتراضات از روز ۱۳ ژانویه ۲۰۱۱ آغاز شد و از روز ۱۷ فوریه (روز خشم) به اوج خود رسید و به تدریج به شورش همگانی انجامید و به‌دنبال آن مخالفان حکومت معمر قذافی، شهرهای شرقی و نیمی از شهرهای شمال غربی لیبی را در دست گرفتند. در درگیری‌ها حدود ۶۰۰۰ نفر از مخالفان کشته‌شدند که به وسیلهٔ اسلحه و ماشین‌ها و هواپیماهای جنگی دولت هدف قرار گرفتند. شورای امنیت ضمن محکومیت کشتارها قذافی را مجرم جنایت جنگی معرفی کرد. در شهر بنغازی (شهر عمر مختار) دولت موقت با ریاست وزیر مستعفی دولت تشکیل شد. آمریکا و اروپا گزینه مقابلهٔ نظامی با قذافی را محتمل دانستند. در ۱۷ مارس ۲۰۱۱، شورای امنیت سازمان ملل بخش پرواز ممنوع را بر فراز لیبی بر قرار کرد و انجام اقدام‌های لازم برای حفاظت از جان شهروندان را به تصویب رساند. دو روز بعد، فرانسه، ایالات متحده و انگلیس، مناطقی از لیبی را برای سرنگونی نیروهای قذافی مورد بمباران قرار دادند. در این کار فوراً ائتلافی از ۲۷ کشور اروپایی و خاورمیانه به گروه مزبور پیوستند.

### ۳۱ مرداد ۱۳۹۰
در سپیده‌دم این روز نیروهای انقلابی با ورود به شهر طرابلس و تصرف بیشتر بخش‌های آن، وارد آخرین مرحله از نبرد برای حکومت نابودی معمر قذافی شدند. آنان به‌سرعت وارد میدان سبز شدند و در همین روز یکی از تلویزیونهای دولتی را تصرف کردند. آنان پس از ورود به میدان سبز طرابلس نام آن را به میدان شهدا (طرابلس) تغییر دادند.
بسیاری از نهادهای دولت، از جمله چندین مقام بالای دولت قذافی دوباره در سرت، که قذافی اعلام کرده‌بود پایتخت جدید لیبی است، گردِهم آمدند.
دیگران به سبها، بنی ولید، صحرای دور از دسترس لیبی، یا به کشورهای اطراف فرار کردند.
سبها در اواخر ماه سپتامبر سقوط کرد
و بنی ولید پس از یک هفته محاصره فرساینده به تصرف درآمد. در تاریخ ۲۰ اکتبر، مبارزان تحت حمایت شورای ملی انتقالی سرت را محاصره کردند و قذافی را در این فرایند کشتند.

## اعتراضات در سوریه
تظاهرات در سوریه در تاریخ ۲۶ ژانویه ۲۰۱۱ و زمانی آغاز شد که یک افسر پلیس به مردی در ملاءعام در خیابان الحرکه، در دمشق قدیم حمله کرد. مرد پس از ضرب‌وشتم دستگیرشد. در نتیجه، معترضان خواستار آزادی مرد دستگیر شده‌شدند. خیلی زود «روز خشم» در ۴–۵ فوریه برگزار شد، اما بدون حادثه‌بود.
از ماه ژانویه ۲۰۱۱ صدها هزار معترض در شهرهای مختلف سوریه نظیر دمشق، درعا و حمص به مدت چندین ماه در ماه‌های ژانویه، فوریه، مارس، آوریل و می در روزهای مختلف به ویژه روزهای جمعه با نام‌هایی مانند جمعهٔ عزت، جمعهٔ مقاومت، جمعهٔ شهدا، جمعهٔ مبارزه و جمعهٔ آزادگان علیه دولت بشار اسد دست به اعتراض و تظاهرات زدند و خواهان کناره‌گیری او از قدرت شدند. تانک‌ها و نیروهای نظامی دولت بشار اسد در شهرهای مختلف سوریه نظیر دمشق، درعا و حمص مستقر شدند و معترضان را سرکوب کردند. معترضان به دخالت نیروهای دولت ایران در سرکوب معترضان نیز اعتراض داشتند.
در ۶ مارس، نیروهای امنیتی سوریه در حدود ۱۵ کودک را در درعا، در جنوب سوریه، به دلیل نوشتن شعار علیه دولت دستگیر کردند. بلافاصله تظاهرات علیه دستگیری و اتهام بدرفتاری کودکان برپا شد. درعا اولین شهری بود که علیه رژیم بعثی حاکم بر سوریه (از سال ۱۹۶۳) اعتراض کرد.
در ۱۵ مارس هزاران تن از معترضان در دمشق، حلب، حسکه، درعا، دیرالزور و حمات جمع شدند، و بعد خبری منتشر شد مبنی بر اینکه سیاستمداری به اسم سوهیر اتاسی به یک سخنگوی غیررسمی برای «انقلاب سوریه» تبدیل شده است.
روز بعد از این اعتراضات گزارش‌هایی از حدود ۳۰۰۰ بازداشت و چند شهید مخابره شد، اما هیچ آمار رسمی در مورد تعداد تلفات وجود ندارد.
در تاریخ ۱۸ آوریل ۲۰۱۱، تقریباً ۱۰۰ هزارنفر از معترضان در میدان مرکزی حمص نشستند و خواستار استعفای رئیس‌جمهور بشار اسد شدند. تظاهرات در سرتاسر ژوئیه ۲۰۱۱ ادامه داشت، دولت با سرکوب امنیتی خشن و عملیات نظامی در مناطق مختلف، به ویژه در شمال واکنش نشان داد.
در ۳۱ ژوئیه تانک‌های ارتش سوریه به شهرهای مختلف، از جمله حمات، دیرالزور، البوکمال و الحراک در درعا یورش بردند. حداقل ۱۳۶ نفر در خشن‌ترین و خونین‌ترین روز از زمان آغاز قیامها کشته شدند.
در روز جمعه ۵ اوت ۲۰۱۱ تظاهراتی اعتراضی در سوریه برگزارشد که جمعهٔ «خدا با ماست» اسم گرفت. طی این تظاهرات نیروهای امنیتی سوریه در درون آمبولانس‌ها به سمت تظاهرکنندگان تیراندازی کردند که در نتیجهٔ آن ۱۱ تن از معترضان کشته شدند.
در اواخر ماه نوامبر و اوایل دسامبر، منطقه عمروبابا در حمص تحت کنترل مخالفان مسلح سوریه درآمد. اواخر دسامبر ۲۰۱۱، جنگ بین نیروهای امنیتی دولت و ارتش شورشی آزاد سوریه در استانداری ادلب شدت یافت. شهرها در ادلب و محله‌ها در حمص و حمات به کنترل مخالفان درآمدند، در طی این زمان عملیات نظامی در حمص و حمات بازایستاد شد و متوقف شد.
بیش از ۷۲۰۰ نفر (تا تاریخ ۵ فوریه ۲۰۱۲) از معترضان سوری، توسط نیروهای نظامی و امنیتی دولت بشار اسد کشته شده‌اند و بین ۶۰۰۰۰–۸۰۰۰۰ نفر از معترضان در این کشور دستگیر شده‌اند و ۱۲ هزار و ۴۰۰ نفر هم از سوریه گریخته‌اند، که این اقدامات از سوی بان کی‌مون دبیرکل سازمان ملل متحد محکوم شده است.
اتحادیه عرب تلاش زیادی برای فشار بر دولت سوریه برای توقف حملات داشت. سرانجام در دی ماه ۱۳۹۰ نخستین گروه از ناظران عربی وارد سوریه شدند. اما به دلیل وسعت کشتارها این مأموریت با اعتراض اتحادیه عرب در بهمن ۱۳۹۰ خاتمه یافت.
یکی از اقدامات دولت در پاسخ به اعتراضات همه‌پرسی قانون اساسی سوریه ۱۳۹۰ بود که پس از اصلاحاتی برگزار شد و بیش از نیمی از واجدان شرایط رأی مثبت دادند.
در اواخر ماه آوریل سال ۲۰۱۲، با وجود اینکه آتش‌بس در کل کشور اعلام شد، مبارزهٔ پراکنده، با درگیری‌های سنگین به ویژه در القصیر ادامه یافت، که در آن نیروهای شورشی بخش شمالی شهر را در کنترل داشتند، در حالی که ارتش قسمت جنوبی را در دست داشت. نیروهای ارتش آزاد سوریه القصیر را در دست داشتند، با توجه به اینکه آخرین نقطهٔ عمدهٔ عبور به سمت مرز لبنان بود. یک فرماندهٔ شورشی از گروه فاروق در شهر گزارش داد که ۲۰۰۰ تن از جنگجویان فاروق در استان حمص از ماه اوت ۲۰۱۱ کشته شده‌بودند. در این مرحله، میان شورشیان در القصیر مذاکراتی بود، که در آن بسیاری از شورشیان فراری از منطقه باباعمرو شهر حمص رفته‌بودند، و حمص به‌طور کامل رها شده‌بود. در ۱۲ ژوئن ۲۰۱۲، سفیر صلح سازمان ملل متحد در سوریه اظهار داشت که از نظر او، سوریه وارد یک دوره جنگ داخلی شده است.
کوفی عنان که طرح شش ماده‌ای صلح او در مرحلهٔ عملیاتی با شکست روبرو شد، در اوایل اوت ۲۰۱۲ استعفای خود را از مقام نمایندگی سازمان ملل و اتحادیه عرب در بحران سوریه، اعلام کرد.
در اوت ۲۰۱۲ عضویت سوریه در سازمان کنفرانس کشورهای اسلامی که در مکه برگزار شد به حالت تعلیق درآمد. اکمل الدین احسان اوغلو دبیرکل سازمان کنفرانس کشورهای اسلامی در نشست این مجمع گفت: «سازمان کنفرانس کشورهای اسلامی برای رژیم‌هایی که مردم خود را می‌کشند جایی ندارد.» همچنین در بیانیه‌ای که در پایان این اجلاس منتشر شد آمده که «مسلمانان دیگر نمی‌توانند حکومتی را بپذیرند که مردم خود را قتل‌عام می‌کند.» براساس بیانیهٔ این مجمع شرکت‌کنندگان اجلاس خواستار توقف فوری خشونت‌ها در سوریه و به تعلیق درآمدن عضویت این کشور در سازمان شده‌اند. تنها مخالف بیانیه در سازمان کنفرانس کشورهای اسلامی ایران بود که متحد جدی سوریه است.
سازمان ملل متحد در نشست روز ۱۶ اوت خود به مأموریت صلح بانان خود در سوریه خاتمه داد. جرارد آراد، نمایندهٔ دائمی فرانسه در سازمان ملل متحد، در همین روز یعنی پنجشنبه (۱۶ اوت ۲۰۱۲–۲۶ مرداد) پس از جلسهٔ شورای امنیت در این‌باره گفت: «شرایط برای ادامه این مأموریت مناسب نبود».

## اعتراضات یمن
اعتراضات در بسیاری از شهرهای شمال و جنوب یمن در اواسط ژانویه ۲۰۱۱ شروع شد. تظاهرکنندگان در ابتدا در برابر طرح‌های دولتی به تغییر قانون اساسی یمن، بیکاری و شرایط اقتصادی،
و فساد اعتراض کردند،
اما خواسته‌های آنان بلافاصله شامل درخواست برای استعفای رئیس‌جمهور علی عبدالله صالح، شد
که با مخالفت‌های داخلی از نزدیکترین مشاوران خود از سال ۲۰۰۹ مواجه‌بود.
در ۲۷ ژانویه ۲۰۱۱ تظاهرات بزرگی متشکل از بیش از ۱۶۰۰۰ معترض در صنعا برگزار شد، و بلافاصله پس از آن توکل کرمان، فعال حقوق‌بشر و سیاستمدار، آن را «روز خشم» در تاریخ ۳ فوریه نامید. بر اساس گزارش خبرگزاری رسمی چین، شین‌هوآ، سازمان دهندگان یک میلیون معترض را فراخوانی کردند.
در ۳ فوریه علی عبدالله صالح رئیس‌جمهور یمن نیز اعلام کرد که در سال ۲۰۱۳ قدرت را پس از ۳۵ سال ترک خواهد کرد. در روز ۳ فوریه ۲۰۰۰۰ نفر از معترضان در برابر دولت در صنعا تظاهرات کردند،
دیگران در «روز خشم» در عدن شرکت کردند که توسط توکل کرمان نامگذاری شده بود، در حالی‌که سربازان، اعضای مسلح کنگره عمومی خلق، و معترضان بسیاری یک راهپیمایی طرفدار دولت در صنعا برگزار کردند.
همزمان با استعفای حسنی مبارک، رئیس‌جمهوری مصر، یمنی‌ها دوباره در اعتراض به رئیس‌جمهور صالح در ۱۱ فوریه به خیابان‌ها آمدند، که «جمعهٔ خشم» لقب گرفت. در این روز شهرهای یمن شاهد اجتماعات اعتراض‌آمیز بود که نیروهای دولتی با گاز شیمیایی با آن‌ها برخورد کردند و در حضرموت ۴ نفر کشته‌شدند. علی عبدالله صالح قول داد که وضعیت بهتر و بیشتری برای مشارکت سیاسی مردمی در یمن فراهم آورد و تغییراتی در قانون اساسی کشور اعمال خواهد کرد.
تظاهرات در روزهای بعد علی‌رغم درگیری‌ها با حامیان دولت ادامه داشت. در جمعهٔ خشم که در ۱۸ فوریه برگزارشد، ده‌ها هزار نفر از یمنی‌ها در تظاهرات ضد دولتی در شهرهای عمدهٔ صنعا، تعز، و عدن شرکت کردند. تظاهرات، به خصوص در سه شهر بزرگ در طول ماه‌های بعد نیز ادامه یافت، و به‌طور خلاصه در اواخر ماه مه به جنگ شهری بین افراد قبایل حاشد و فراری‌های ارتش متحد با مخالفان در یک طرف، و نیروهای امنیتی و شبه نظامیان وفادار به صالح از سوی دیگر شدت یافت.
در ۳ ژوئن، اقدامی برای ترور وی از طریق انفجار در مسجد محوطه ریاست جمهوری او و چند تن دیگر از مقامات عالی‌رتبه یمن را مجروح کرد.
در ۱۴ خرداد ۱۳۹۰ برابر با ۴ ژوئن ۲۰۱۱ علی عبدالله صالح پس از مجروح‌شدن با ۵ مقام بلندپایه روانه عربستان شد، اما قدرت را به عبد ربه منصور الهادی، معاون رئیس‌جمهوری تحویل داد، که او هم به مقدار زیادی سیاست‌های صالح را ادامه‌داد و دستور دستگیری چندین یمنی مرتبط با حمله محوطه ریاست جمهوری را صادر کرد. صالح در زمان حضورش در عربستان، در تلویزیون ریاض ظاهر شد و مردم یمن را در ۷ ژوئیه مورد خطاب قرارداد؛ او مکرراً اشاره می‌کرد که در هر زمانی می‌تواند برگردد و به حضور در عرصه سیاسی ادامه دهد.
در روز جمعه ۱۲ اوت ۲۰۱۱ تظاهراتی اعتراضی در یمن با عنوان جمعه «منصورون» برگزار شد که طی آن تظاهر کنندگان مجدداً پایان نظام علی عبدالله صالح را خواستار شدند.
در ۱۲ سپتامبر، صالح در حالی که هنوز در ریاض تحت درمان بود حکمی را صادر کرد و به معاون رئیس‌جمهور، عبد ربه منصور الهادی، اختیار داد که با مخالفان وارد مذاکره شده و قرارداد شورای همکاری خلیج فارس را امضاء کند.
در ۲۳ سپتامبر، سه ماه پس از اقدام به ترور، صالح ناگهان به یمن بازگشت، و از همهٔ انتظارات قبلی سرپیچی کرد. فشارها بر صالح او را وادار که نهایتاً در ۳ نوامبر طرح شورای همکاری خلیج را در ریاض امضاء کند. وی در این قرارداد موافقت کرد تا از قدرت کناره‌گیری کرده و زمینه را برای انتقال قدرت به معاون ریاست جمهوری فراهم نماید.
سپس انتخابات ریاست جمهوری در ۲۱ فوریه ۲۰۱۲ برگزار شد، که در آن هادی (تنها نامزد ریاست جمهوری)، ۹۹٫۸ درصد از آراء رأی دهندگان را به دست آورد. هادی در ۲۵ فوریه در دفتر خود در پارلمان یمن سوگند خورد. در ۲۷ فوریه، صالح از مقام ریاست جمهوری استعفاء داده و قدرت به جانشین او منتقل شد، اگر چه او هنوز به عنوان رئیس حزب عمومی کنگرهٔ مردم دارای نفوذ سیاسی می‌باشد.

## اعتراضات بحرین
همزمان مخالفت‌ها در بحرین هم به شدت خود رسید و مخالفان خواهان مشروطه کردن پادشاهی یا سقوط حکومت آن شدند. در تظاهرات مخالفان دو نفر کشته‌شدند که حکومت از این جهت از مردم معترض عذرخواهی نمود. در ۱۵ مارس هم‌زمان با ورود وزیر دفاع آمریکا رابرت گیتس نیروهای نظامی عربستان راهی بحرین شدند و امارات هم برای ارسال نیروی نظامی اعلام آمادگی کرد.
تظاهرات بحرین در ۱۴ فوریه ۲۰۱۱ آغاز شد. هدف این تجمعات در ابتدا دستیابی به آزادی سیاسی بیشتر و احترام به حقوق بشر بود و معترضان قصد نداشتند به‌طور مستقیم سلطنت را تهدید کنند.، صص. ۱۶۲–۳ پارامتر |عنوان= یا |title= ناموجود یا خالی (کمک)
سرخوردگی طولانی در میان اکثریت شیعه به دلیل سلطه دولت سنی، یک ریشه و علت اصلی اعتراضات بود، اما از اعتراضات تونس و مصر به عنوان الهام بخشی برای تظاهرات بحرین نام برده است.
یادکرد خالی (کمک)
در بحرین تظاهرات عمدتاً مسالمت‌آمیز بودند تا زمانی که در ۱۷ فوریه قبل از طلوع آفتاب حمله‌ای توسط پلیس برای تخلیه‌کردن معترضان از میدان مروارید در منامه شروع‌شد که در آن پلیس ۴ معترض را کشت.
، صص. ۷۳–۴ پارامتر |عنوان= یا |title= ناموجود یا خالی (کمک)
به دنبال این حمله، برخی از تظاهرکنندگان شروع به گسترش اهداف خود و درخواست کردن برای پایان یافتن حکومت پادشاهی در بحرین نمودند.
در ۱۸ فوریه، هنگامی که معترضان تلاش می‌کردند مجدداً وارد میدان شوند توسط نیروهای ارتش مورد حمله قرارگرفته و به سختی مجروح‌شدند
، صص. ۷۷–۸ پارامتر |عنوان= یا |title= ناموجود یا خالی (کمک)
روز بعد، پس‌از آنکه دولت دستور عقب‌نشینی سربازان و پلیس را صادر کرد، معترضان مجدداً میدان لؤلؤ را به تصرف درآوردند.
متعاقب آن تظاهرات بزرگی رخ داد از جمله تجمع بزرگ وحدت ملی در ۲۱ فوریه که ده‌ها هزار نفر در آن شرکت کردند،
در حالی‌که در تاریخ ۲۲ فوریه تعداد تظاهرکنندگان در میدان مروارید با بیش از ۱۵۰ هزار نفر به اوج خود رسید پس از آن بیش از ۱۰۰ هزار معترض در آنجا راهپیمایی کردند.، ص. ۸۸ پارامتر |عنوان= یا |title= ناموجود یا خالی (کمک) در ۱۴ مارس، به در خواست دولت، نیروهایی به رهبری عربستان و شورای همکاری خلیج وارد کشور شدند، ، ص. ۱۳۲ پارامتر |عنوان= یا |title= ناموجود یا خالی (کمک) که مخالف آن را «اشغال» نامیدند.
در ۱۵ مارس شاه حمد بن عیسی آل‌خلیفه، به مدت سه ماه حالت اضطرار اعلام کرد و از ارتش خواست تا مجدداً کنترل را در دست بگیرند چون درگیری در سراسر کشور گسترش یافته بود.
، ص. ۱۳۹ پارامتر |عنوان= یا |title= ناموجود یا خالی (کمک)
در ۱۶ مارس، سربازان مسلح و پلیس ضدشورش اردوگاه معترضان در میدان لؤلؤ را پاکسازی کردند که گزارش‌شده که در آن ۳ پلیس و ۳ نفر از تظاهرکنندگان کشته شدند.
، صص. ۱۳۳–۴ پارامتر |عنوان= یا |title= ناموجود یا خالی (کمک)
بعدها، در ۱۸ مارس، دولت بنای یادبود میدان لؤلؤ را تخریب کرد. ، صص. ۱۵۰–۲۳۹ پارامتر |عنوان= یا |title= ناموجود یا خالی (کمک)
پس از لغو کردن قانون وضع اضطراری در تاریخ ۱ ژوئن، چندین تظاهرات بزرگ توسط احزاب مخالف برگزار شدند.
تظاهرات در مقیاس کوچکتر و درگیری‌ها در خارج از پایتخت ادامه یافت و تقریباً هر روزه رخ می‌داد.
در ۹ مارس ۲۰۱۲ بیش از ۱۰۰ هزار نفر در تظاهراتی شرکت کردند که آن را "بزرگترین راهپیمایی در تاریخ ماً نامیدند.
در اعتراضات بحرین بیش از ۲۹۲۹ از مردم دستگیر شده‌اند،
و حداقل پنج نفر به علت شکنجه در حالی که در بازداشت پلیس بودند کشته شدند. ، صص. ۲۸۷٬۲۸۸ پارامتر |عنوان= یا |title= ناموجود یا خالی (کمک)
در ۲۳ نوامبر ۲۰۱۱ کمیسیون تحقیق مستقل بحرین، گزارش خود را در مورد تحقیقات خود از وقایع منتشر کرد، و پی برد که دولت به‌طور سیستماتیک زندانیان را شکنجه کرده و مرتکب موارد دیگری از نقض حقوق بشر شده است. ، صص. ۴۱۵–۴۲۲ پارامتر |عنوان= یا |title= ناموجود یا خالی (کمک)
گزارش مربوط ادعای دولت بحرین دربارهٔ نقش ایران در تحریک تظاهرات را رد کرد. اگرچه این گزارش ذکر کرده‌بود که شکنجهٔ سیستماتیک متوقف شده است، ، ص. ۲۳۲ پارامتر |عنوان= یا |title= ناموجود یا خالی (کمک)
اما دولت بحرین از ورود گروه‌های بین‌المللی حقوق بشر و سازمان‌های خبری ممانعت به‌عمل آورده و بازدید بازرس سازمان ملل را به تعویق انداخته است.
بیش از ۸۰ نفر از زمان آغاز قیام جان خود را از دست داده‌اند.

## اعتراضات اردن
در ۱۴ ژانویه، تظاهرات در امان پایتخت اردن، و همچنین در معان، کرک، السلط، اربد، و دیگر نقاط آغازشد که توسط اعضای اتحادیه‌های کارگری و احزاب چپ رهبری‌شد که خواستار کناره‌گیری سمیر الرفاعی، نخست‌وزیر دولت بودند.
اخوان‌المسلمین و ۱۴ اتحادیه‌های کارگری گفتند که آن‌ها تا روز بعد در خارج از پارلمان برای "محکوم کردن سیاست‌های اقتصادی دولت " تحصن می‌کنند.
پس از اعتراض، دولت افزایش قیمت سوخت را لغو کرد،
اما در ۲۱ ژانویه ۵۰۰۰ نفر در عمان به رغم این تلاش در راستای کاهش فقر و فلاکت اقتصادی اردن، دست به اعتراض زدند.
در اول فوریه، کاخ سلطنتی اعلام کرد که ملک عبدالله به دلیل اعتراضات خیابانی دولت را عزل کرده و از معروف البخیت، ژنرال سابق ارتش خواسته بود تا کابینهٔ جدید را تشکیل دهد.
ملک عبدالله، از بخیت خواست تا قدم‌های سریع، محکم و عملی برای راه‌اندازی روند اصلاحات سیاسی واقعی بردارد. وی افزود که اصلاحات باید اردن را در مسیر «تقویت دموکراسی» قراردهد، و برای اردنی‌ها «زندگی شرافتمندانه‌ای که آن‌ها سزاوارش هستند» را فراهم کند.
اما این موضع اعتراضات را پایان نداد، و در ۲۵ فوریه با یک تظاهرات بین ۶۰۰۰ و ۱۰۰۰۰ نفر اردنی به اوج خود رسید.
اردوگاه اعتراض، به رهبری دانشجویان که در ۲۴ مارس در میدان جمال عبدالناصر در عمان در مرکز شهر تأسیس شد خواستار اصلاحات دموکراتیک شدند،
اما حداقل یک نفر کشته و بیش از ۱۰۰ نفر زخمی شدند. روز بعد، پس از اینکه طرفداران دولت در این اردوگاه با معترضان برخورد کردند، پلیس مجبور به مداخله‌شد.
این درگیری‌ها و مداخله پلیس به نماد شاخصی از اعتراضات اردن تبدیل شد اما راه‌پیمایی بزرگی که برای ۱۵ ژوئیه در مرکز عمان برنامه‌ریزی شده‌بود به وسیلهٔ حامیان رژیم متوقف‌شد.
در نوامبر ۲۰۱۱، اعتراضات ادامه پیدا کرد و مجلس تحت فشار اعتراضات خیابانی، خواستار انحلال دولت بخیت شد. ملک عبدالله بخیت و کابینه‌اش را عزل کرد و در ۱۷ اکتبر عون شوکت‌الخصاونه را به ریاست دولت جدید منصوب نمود.
همزمان با ادامه اعتراضات در سال ۲۰۱۲، الخصاونه استعفاء داد و پادشاه، فایز ال تراونه را رئیس دولت اعلام کرد.

## اعتراضات در عربستان سعودی
در عربستان هم مخالفان با تظاهراتی نمادین خواهان آزادی‌های مدنی بیشتر و مشروطه شدن پادشاهی عربستان شدند.
اعتراضات عربستان سعودی با خودسوزی یک مرد ۶۵ ساله در صامطه، جیزان در ۲۱ ژانویه آغاز شد.
و بعد از آن صدها تن از مردم در اواخر ماه ژانویه در جده
-و چندین بار در سراسر فوریه و اوایل مارس در شهرهای قطیف، العوامیه، ریاض و حفوف- دست به تظاهرات زدند.
در ۴ مارس ۲۰۱۱ میلادی اعتراضات مخالفان از شهرهای احساء و قطیف به ریاض پایتخت عربستان سعودی کشیده‌شد به‌دنبال آن حکومت سعودی در روز بعد آن اعلام کرد از این پس هرگونه تظاهرات و تجمع اعتراض‌آمیز ممنوع می‌باشد و در صورت تکرار با برخورد شدید پلیس همراه خواهد بود.
در ۱۱ مارس روز خشم مخالفان حکومت عربستان در شهر قطیف با شعار (به عربی: لاشیعیة لاسنیة وحدة وحدة اسلامیة) به فارسی: «نه شیعه نه سنی فقط وحدت اسلامی» دست به تظاهرات خشم آلود زدند که با برخورد شدید حکومت مواجه گردید و ۲نفر کشته و ده‌ها نفر زخمی شدند.
گفته می‌شود که فیصل احمد عبدل احد(یا عبدل احدواز،) یکی از سازمان دهندگان اصلی برنامه "روز خشم " در ۱۱ مارس
توسط نیروهای امنیتی عربستان در ۲ مارس کشته شده است.
این زمانی بود که گروهی در فیس بوک در مورد برنامه این اعتراضات بیش از ۲۶ هزار عضو گرفت.
در آوریل ۲۰۱۱ اعتراضاتی بر سر حقوق کارگری در مقابل ساختمان وزارت دولت در ریاض، شهر طائف و تبوک اتفاق افتاد.
تظاهرات که عمدتاً از معترضان شیعه تشکیل شده بود
در قطیف و شهرهای استان‌های شرقی مانند العوامیه، و حفوف اتفاق افتاد، در ماه آوریل تشدید شد.
و تا سال ۲۰۱۱ ادامه پیدا کرد. تظاهرکنندگان خواستار آزادی زندانیان، خارج شدن نیروی حافظ شبه جزیره از بحرین،
حضور برابر در ادارات کلیدی و اصلاحات در مواضع سیاسی‌بود که معترضان احساس می‌کردند مورد کم‌توجهی قرار گرفته است.
چهار تن از معترضان حاضر در تظاهرات اواخر نوامبر به‌دست مقامات عربستان سعودی کشته و جنازه آن‌ها تشییع‌شد.
تظاهرات تا اوایل ۲۰۱۲ ادامه داشت
و عصام محمد ابوعبدالله توسط نیروهای امنیتی در العوامیه در دوازدهم
یا سیزدهم
ماه ژانویه به ضرب گلوله کشته شد، که منجر به تشییع جنازه وی با حضور ۷۰ هزار نفر گردید.
پس از آن به‌مدت چند روز تظاهرات با شعارهایی ضد مجلس سعود و وزیر کشور، نایف، ولیعهد عربستان سعودی ادامه یافت.
منتظر سعید العبدل در ۲۶ ژانویه به ضرب گلوله کشته شد.
زنان کمپینی را -برای کسب حق رأی زنان- در فیس بوک سازماندهی کردند و نام «بلدی» بر آن گذاشتند و از این طریق خواستار اعطای حق رأی به زنان شدند.
علی‌رغم اینکه مقامات اعلام کردند که زنان نمی‌توانند شرکت کنند زنان سعودی در آوریل ۲۰۱۱، در جده، ریاض و دمام سعی کردند تا به عنوان رای‌دهنده برای انتخابات شهرداری ۲۹ سپتامبر ثبت نام کنند.
در ماه مه و ژوئن ۲۰۱۱، منال الشریف و زنان دیگر یک کمپین حق رانندگی برای زنان سازماندهی کردند که فعالیت اصلی آن در تاریخ ۱۷ ژوئن اتفاق افتاد. در ماه مه الشریف با ماشین رانندگی کرد و در ۲۲ ماه مه بازداشت شد و از ۲۳ تا ۳۰ مه در بازداشت به‌سر برد.
از هفدهم تا اواخر ماه ژوئن، در حدود هفتاد مورد رانندگی زنان ثبت شد.
در اواخر ماه سپتامبر، شایما جاستانیا به ۱۰ ضربه شلاق برای رانندگی در جده محکوم شد. مدت کوتاهی پس از آن که ملک عبدالله مشارکت زنان در انتخابات شهرداری ۲۰۱۵ و واجد شرایط بودن به عنوان اعضای مجمع مشورتی را اعلام کرد، یکبار دیگر حکم خود را لغو کرد.

## اعتراضات در سایر کشورها
همچنین هم‌زمان با دیگر اعتراضات عربی در کشورهای الجزایر، عمان، کویت، مراکش و موریتانی نیز مخالفان تجمعات اعتراضی داشتند.
در جمعه خشم روز ۱۱ مارس در کویت دولت با نارنجکهای اشک‌آور با اجتماع معترضان برخورد کرد.
در ایران نیز اواخر سال ۱۳۸۹ شمسی درخواست مجوزی توسط میرحسین موسوی و مهدی کروبی برای راهپیمایی جهت «حمایت از مردم تونس و مصر» شده‌بود که به ایجاد تجمعاتی در چند شهر در روزهای ۲۵ بهمن ۱۳۸۹ و ۱ اسفند ۱۳۸۹ انجامید.

## خلاصه درگیری‌ها بر اساس کشور
| تاریخ آغاز     | کشور          | تاریخ پایان     | نوع اعتراضات                                                                         | پیامد | تعداد کشتگان     |
| -------------- | ------------- | --------------- | ------------------------------------------------------------------------------------ | --- | ---------------- |
| ۱۸ دسامبر ۲۰۱۰ | تونس          |                 | خودسوزی محمد بوعزیزی تظاهرات خیابانی                                                 | سقوط حکومت فرار رئیس‌جمهور و خانواده‌اش ۱۴ ژانویه ۲۰۱۱ | ۳۳۸              |
| ۲۸ دسامبر ۲۰۱۰ | الجزایر       |                 | تظاهرات خیابانی                                                                      | رئیس‌جمهور پایان قانون شرایط اضطراری را اعلام کرد (۳ فوریه ۲۰۱۱) | ۸                |
| ۱۳ ژانویه ۲۰۱۱ | لیبی          | ‏ ۱۶ ژانویه ۲۰۱۱ | در ابتدا اعتراضات به فساد و شرایط مسکن؛ سپس خواستار تغییر حکومت شدند                 | جنگ داخلی افتادن شرق لیبی به‌دست معترضان، قتل‌عام مردم در خیابان‌های لیبی، وزیر دادگستری، وزیر کشور، بخشی از نیروهای ارتش و بسیاری از سفرا و دیپلمات‌های لیبی در کشورهای مختلف به معترضان پیوستند. سقوط طرابلس (مرداد) و کشته شدن قذافی (مهر)‏                                                                                            | ۱۳۰۰۰            |
| ۷ ژانویه ۲۰۱۱  | اردن          |                 | تظاهرات خیابانی                                                                      | تغییر هیئت دولت اردن (۱ فوریه ۲۰۱۱)، اعتراضات | ۱                |
| ۱۷ ژانویه ۲۰۱۱ | موریتانی      | ۱۷ ژانویه ۲۰۱۱  | خودسوزی                                                                              | | ۱                |
| ۱۷ ژانویه ۲۰۱۱ | سودان         |                 | تظاهرات و برگزاری همه‌پرسی دربارهٔ استقلال بخش جنوبی کشور                              | | ۱                |
| ۱۷ ژانویه ۲۰۱۱ | عمان          | ۱۷ ژانویه ۲۰۱۱  | تظاهرات                                                                              | سلطان قابوس حداقل دستمزد ماهانه کارگران بخش خصوصی را از ۱۴۰ ریال (معادل ۳۶۵ دلار) به ۲۰۰ ریال (معادل ۵۲۰ دلار) افزایش داد. | ۲ تا ۶           |
| ۱۴ ژانویه ۲۰۱۱ | یمن           |                 | اختلاف در داخل حکومت علیه رئیس‌جمهور                                                  | رئیس‌جمهور اعلام کرد در پایان دورهٔ ریاست‌جمهوریش از قدرت کنار خواهد رفت (۲ فوریه ۲۰۱۱) تغییر در دولت اختلال در نظم مدنی کشور | ۱۰۰۰۰+           |
| ۲۱ ژانویه ۲۰۱۱ | عربستان سعودی | ۲۹ ژانویه ۲۰۱۱  | خودسوزی، اعتراضات خیابانی                                                            | پلیس بلافاصله تظاهرات را متوقف و ۳۰ تا ۵۰۰ نفر را دستگیر کرد | ۴                |
| ۲۵ ژانویه ۲۰۱۱ | مصر           |                 | اعتراضات و قیام ملی                                                                  | تغییر هیئت دولت (۲۹ ژانویه ۲۰۱۱) ٰرئیس‌جمهور اعلام کرد در پایان دورهٔ ریاست‌جمهوریش از قدرت کنار خواهد رفت. (۲ فوریه ۲۰۱۱) استعفای دسته‌جمعی شورای مرکزی حزب حاکم مبارک از قدرت کنار رفت. قدرت به شورای عالی نیروهای مسلح مصر متقل شد. (۱۱ فوریه) ارتش تعلیق قانون اساسی، انحلال پارلمان و برگزاری انتخابات تا شش ماه آینده را اعلام کرد. | ۳۰۲              |
| ۲۶ ژانویه ۲۰۱۱ | سوریه         |                 | خودسوزی تظاهرات بزرگ خیزش ملی خواهان تغییر حکومت تظاهرات حامیان دولت در حمایت از اسد | اعزام ناظران اتحادیهٔ عرب به سوریه و لغو برنامه ناظران به فاصله سی روز لغو حالت فوق‌العاده پس از پنجاه سال | ۳۰۰۰۰۰+(تا ۲۰۱۶) |
| ۳۰ ژانویه ۲۰۱۱ | مراکش         |                 | خودسوزی تظاهرات خیابانی                                                              | | ۷                |
| ۱ فوریه ۲۰۱۱   | جیبوتی        |                 | اعتراضات صلح‌آمیز کوچک                                                                | | ۰                |
| ۱۰ فوریه ۲۰۱۱  | عراق          |                 | خودسوزی، اعتراضات در شهرهای مختلف                                                    | نخست‌وزیر نوری مالکی اعلام کرد برای دورهٔ سوم نامزد نخست‌وزیری نخواهد شد | +۲۹              |
| ۱۴ فوریه ۲۰۱۱  | بحرین         |                 | اعتراضات خیابانی بزرگ                                                                | پادشاه حمد به هر خانواده ۱۰۰۰ دینار معادل ۲٬۶۵۲ دلار بخشید. پادشاه حمد بابت قتل دو نفر از معترضان عذرخواهی کرده و اعتراضات مسالمت‌آمیز را قانونی اعلام کرد (۱۵ فوریه) | ۳۶               |
| مجموع کشتگان:  | ۳۲۰۰۰–۳۷۸۰۰   |                 |                                                                                      | |                  |

## خودسوزی‌ها
یکی از ویژگی‌های منحصربه‌فرد این اعتراضات وقوع خودسوزی‌های با انگیزهٔ سیاسی بوده است. پس از آن که خودسوزی محمد بوعزیزی دستفروش تونسی اعتراضاتی را برانگیخت و این اعتراضات رفته رفته به یک اعتراضات بزرگ سیاسی تبدیل شد که سقوط حکومت را در پی داشت، در کشورهای دیگر نیز افرادی برای تحریک و تشجیع مردم به خودسوزی دست زدند.
|    | نام                  | محل اقامت | تاریخ خودسوزی  | تاریخ مرگ      | منبع            |
| -- | -------------------- | --------- | -------------- | -------------- | --------------- |
| ۱  | محسن بوطرفیف         | بوخضره    | ۱۳ ژانویه ۲۰۱۱ | ۱۶ ژانویه ۲۰۱۱ | [ ۲۰۹ ]         |
| ۲  | عویشیه محمد          | برج منایل | ۱۵ ژانویه ۲۰۱۱ | —              | [ ۲۱۰ ]         |
| ۳  | بوبکر بویدن          | جیجل      | ۱۵ ژانویه ۲۰۱۱ | —              | [ ۲۱۱ ]         |
| ۴  | معامیر لطفی          | الواد     | ۱۶ ژانویه ۲۰۱۱ | —              | [ ۲۱۲ ]         |
| ۵  | سنوسی توات           | مستغانم   | ۱۶ ژانویه ۲۰۱۱ | —              | [ ۲۱۰ ]         |
| ۶  | یعقوب ولد دحود       | تجکجه     | ۱۷ ژانویه ۲۰۱۱ | ۲۲ ژانویه ۲۰۱۱ | [ ۲۱۰ ]         |
| ۷  | عبده عبدالمنعم حماده | قنطره     | ۱۷ ژانویه ۲۰۱۱ | —              |                 |
| ۸  | محمد فاروق حسن       | قاهره     | ۱۸ ژانویه ۲۰۱۱ | —              | [ ۲۱۳ ]         |
| ۹  | احمد هاشم السید      | اسکندریه  | ۱۸ ژانویه ۲۰۱۱ | ۱۸ ژانویه ۲۰۱۱ | [ ۲۱۴ ] [ ۲۱۵ ] |
| ۱۰ | محمد عاشور سرور      | قاهره     | ۱۸ ژانویه ۲۰۱۱ | —              | [ ۲۱۴ ]         |
| ۱۱ | نامشخص               | جازان     | ۲۰ ژانویه ۲۰۱۱ | ۲۱ ژانویه ۲۰۱۱ |                 |
| ۱۲ | نامشخص               | دمام      | ۲۴ ژانویه ۲۰۱۱ | —              | [ ۲۱۶ ]         |
| ۱۳ | حسن علی عقله         | حسکه      | ۲۶ ژانویه ۲۰۱۱ | ۲۶ ژانویه ۲۰۱۱ | [ ۲۱۷ ] [ ۲۱۸ ] |
| .  |                      |           |                |                |                 |

## انگیزه‌ها
عوامل متعددی را می‌توان به‌عنوان دلایل و انگیزه‌هایی نام‌برد که زمینه را برای رخداد این قیامها مستعد کرده‌اند؛ از جمله مسائلی مانند دیکتاتوری یا حکومت مطلقه، نقض حقوق بشر، فساد دولتی، رکود اقتصادی، بیکاری، فقر شدید و تعدادی از عوامل ساختاری دموگرافیک مانند درصد زیاد جوانان تحصیل کرده اما ناراضی در درون جامعه.
جمعی از محققان پیامدهای تغییر آب‌وهوا را عوامل استرسزایی مطرح کرده‌اند که می‌توانند ترکیبی متغیر از علل اساسی که به انقلاب منجر می‌شوند را برانگیزانند. آنها نتیجه می‌گیرند که «بهار عربی احتمالاً به هر طریقی پیش می‌آمد، اما زمینه‌ای که در آن رخ داد بی‌اهمیت نیست. گرمایش جهانی ممکن است باعث بهار عربی نشده باشد، اما ممکن است باعث این شده باشد که زودتر به وقوع بپیوندد.»
همچنین برخی مانند فیلسوف اسلوونیایی، اسلاوی ژیژک، اعتراضات و تظاهرات ایران در سال ۲۰۰۹ را به عنوان یکی از دلایل پشت بهار عربی نسبت می‌دهد.
انقلاب سال ۲۰۱۰ قرقیزستان نیز احتمالاً یکی از عوامل تأثیرگذار بر آغاز بهار عربی بوده است. عوامل تسریع‌کننده برای شورش در تمام شمال آفریقا و کشورهای حوزهٔ خلیج فارس شامل تمرکز چندین دهه‌ای ثروت در دست اقتدارگرایان نشسته بر مسند قدرت، شفافیت ناکافی دربارهٔ گردش این ثروتها، فساد و به خصوص امتناع جوانان در پذیرش وضع موجود بوده است.
افزایش قیمت غذا و نرخ قحطی جهانی نیز یک عامل مهم بوده است، چون تهدیدی برای امنیت و قمیت جهانی غذا محسوب می‌شوند که به سطوح سال‌های بحران قیمت مواد غذایی جهانی یعنی ۲۰۰۷–۲۰۰۸ نزدیک می‌شوند.
سازمان عفو بین‌الملل افشای کابل‌های دیپلماتیک ایالات متحده توسط ویکی لیکس را به عنوان یک عامل تسریع‌کننده برای شورش‌ها مد نظر گرفته است.
در طول سال‌ها، بسیاری از جوانان اهل اینترنت در کشورها دستخوش این قیام‌ها، به‌طور فزاینده‌ای سلطه اقتدارگرایان و سلطنت مطلق را به عنوان رخدادهای اشتباهی تشخیص داده‌اند که نیاز به تغییر و اصلاح دارد. النجمه زیدجالی، استاد دانشگاه عمان، به این تحول به عنوان زلزله جوانان اشاره‌کرده است. تونس و مصر، به عنوان اولین شاهدان قیامهای بزرگ، از ملل شمال آفریقا و کشورهای خاورمیانه (مانند الجزایر و لیبی)، از این حیث متفاوت هستند که آن‌ها فاقد درآمد نفت قابل توجهی می‌باشند، و بدین ترتیب قادر نبودند توده‌ها را آرام‌کنند.
موفقیت نسبی جمهوری دموکراتیک ترکیه، با مشخصه‌هایی همچون انتخاباتی آزاد علی‌رغم اعتراضات مسالمت‌آمیز، رشد سریع اما لیبرال اقتصاد، قانون اساسی سکولار با وجود دولت اسلامی، مدلی با عنوان (مدل ترکیه) را ایجاد کرد اگر چه ممکن است انگیزه‌ای برای معترضان کشورهای همسایه محسوب نشود اما الگویی خواستنی برای آن‌ها محسوب می‌شد.

## بر پایه کشور
- تونس: انقلاب یاس
- الجزایر: اعتراضات ۲۰۱۰–۲۰۱۲ الجزایر
- سودان: اعتراضات ۲۰۱۱–۲۰۱۳ سودان
- عمان: اعتراضات ۲۰۱۱ عمان
- یمن: انقلاب یمن
- اردن: اعتراضات ۲۰۱۱–۲۰۱۲ اردن
- مصر: بحران مصر (۲۰۱۱–۲۰۱۴)
- سوریه: انقلاب سوریه و جنگ داخلی سوریه
- مراکش: اعتراضات ۲۰۱۱–۲۰۱۲ مراکش
- عراق: اعتراضات ۲۰۱۱ عراق
- بحرین: خیزش ۲۰۱۱ بحرین
- کویت: اعتراضات ۲۰۱۱–۲۰۱۲ کویت
- لیبی: جنگ داخلی لیبی (۲۰۱۱)